# Jasper Diedrichsen
Jasper Diedrichsen (* 1990 in Bordesholm) ist ein deutscher Schauspieler, Kabarettist und Comedian.

## Leben

### Ausbildung und Schauspiel
Diedrichsen absolvierte von 2010 bis 2014 seine Schauspielausbildung an der Hochschule für Musik und Theater Hamburg. Während seiner Ausbildung wirkte er in mehreren Aufführungen der Theaterakademie Hamburg mit. 2013 trat er am Thalia Theater in der Gaußstraße unter der Regie von Karin Neuhäuser als Moritz Stiefel in Frühlings Erwachen auf. Seit 2012 arbeitete er mehrfach mit dem Hamburger Regisseur Johannes Ender zusammen. Unter Enders Regie spielte er die Titelrolle in Peer Gynt (Januar 2014; Kampnagel Hamburg, in der Abschlussinszenierung der Theaterakademie Hamburg), den Schriftsteller Karl May in der Theaterproduktion KarlMaySelf – Leben in Wild West Manier (Januar 2015; Uraufführung im Lichthof Theater in Hamburg) und die Titelrolle in Cervantes (November 2015; Uraufführung im Lichthof Theater in Hamburg).
In der Spielzeit 2016/17 war Jasper Diedrichsen festes Ensemblemitglied am Staatsschauspiel Dresden. In der Bühnenfassung von Ilija Trojanows Roman Der Weltensammler, bearbeitet von Johannes Ender, die im August 2016 am Staatsschauspiel Dresden im Schlosstheater unter der Regie von Ender uraufgeführt wurde, spielte Jasper Diedrichsen die Rolle von Richard Francis Burton. Außerdem übernahm er in der Spielzeit 2016/17 die Rollen Geist/Eno/Ritter Kato in dem Kinder- und Jugendstück Mio, mein Mio.
Danach war Dietrichsen Mitglied im Ensemble des Theater Kiel. Seit der Spielzeit 2022/2023 ist er Ensemblemitglied im Theater Konstanz. Im Sommer 2023 trat er beim Freilichttheater unter der Regie von Christina Rast als Argan in Der eingebildet Kranke auf.
Diedrichsen übernahm auch einige Film- und Fernsehrollen. Im November 2016 war Diedrichsen in der ZDF-Krimiserie SOKO Wismar in einer Episodenrolle als Viktor Ahlbeck zu sehen; er spielte den  tatverdächtigen Mitarbeiter einer Immobilienfirma.

### Kabarett und Comedy
Jasper Diedrichsen arbeitet neben seiner Tätigkeit als Schauspieler auch als Stand-up-Künstler und Kabarettist. Im deutschsprachigen Raum war er auch als Poetry-Slammer aktiv. Im Poetry Slam wurde er Vize-U20-Champion (2008), Dritter im Solowettbewerb und Sieger im Teamwettbewerb der deutschsprachigen Poetry-Slam-Meisterschaften (2010).
Als Comedian wurde er gemeinsam mit seinem Bühnen-Partner Moritz Neumeier insbesondere als Team & Struppi bekannt. Ab 2011 war er Gastgeber der „Team & Struppi-Show“ im Hamburger Literaturhaus. 2011 gastierten Diedrichsen und Neumeier als „Team & Struppi“ mit ihrem Programm Die Machtergreifung auf verschiedenen deutschsprachigen Bühnen.
Diedrichsen gewann als „Team & Struppi“ mehrere Kabarett- und Comedy-Preise: den Bielefelder Kabarettpreis (2011), den Münchner Kabarettpreis (2011) und die St. Ingberter Pfanne (2012). 2013 erhielt er gemeinsam mit seinem Partner Moritz Neumeier den Förderpreis der Stadt Mainz beim Deutschen Kleinkunstpreis. 2013 debütierte er mit seinem ersten Solo-Programm Weltschmerz. Diedrichsen und Neumeier traten bis Mai 2015 gemeinsam als „Team & Struppi“ auf.
Als Comedian war Jasper Diedrichsen auch in verschiedenen Fernsehformaten zu sehen, so u. a. in den Kabarettsendungen Mitternachtsspitzen (WDR) und Spätschicht – Die Comedy Bühne (SWR).

### Sonstiges
Diedrichsen ist auch als Autor tätig; er veröffentlicht u. a. Texte auf ZEIT online. Er lebt in Hamburg und Dresden.

## Filmografie (Auswahl)

### Als Schauspieler
- 2015: Täterätää! – Die Kirche bleibt im Dorf 2 (Kinofilm)
- 2016: Ostfriesisch für Anfänger (Kinofilm)
- 2016: SOKO Wismar (Fernsehserie; Folge: Ich liebe einen Mörder)
- 2019: Der Bulle und das Biest (Fernsehserie)
- 2019: In aller Freundschaft – Die jungen Ärzte (Fernsehserie; Folge: Herz und Verstand)
- 2021: Wir bleiben Freunde (Fernsehfilm)
- 2023: SOKO Leipzig (Fernsehserie; Folge: Napoleon)

### Als Comedian
- 2012: Pufpaffs Happy Hour (Kabarettsendung; als „Team & Struppi“)
- 2013: Mitternachtsspitzen (Kabarettsendung; als „Team & Struppi“)
- 2014: Intensiv-Station – Die NDR Satireshow (als „Team & Struppi“)
- 2014: Spätschicht – Die Comedy Bühne (Kabarettsendung; als „Team & Struppi“)
- 2014: Alfons und Gäste (Comedy-Show; als „Team & Struppi“)